# Phare de Kampen
Le phare de Kampen (en allemand : Leuchtturm Kampen) est un phare actif situé sur l'île de Sylt à Kampen (Arrondissement de Frise-du-Nord - Schleswig-Holstein), en Allemagne. Il est géré par la WSV de Tönning.

## Histoire
Le phare  a été mis en service en 1856 sur le point le plus haut de l'île de Sylt. Cette construction s'est faite à l'initiative du roi Frédéric VII de Danemark. La tour a été réalisée, à l'origine, en briques jaunes de Bornholm, une île danoise de la mer Baltique. La tour a été renforcée, en 1875, avec des anneaux en fer. Sa lanterne fonctionnant au pétrole était une révolution technologique à cette époque et a été exposée à l'Exposition universelle de 1855 à Paris. En 1929 il a été électrifié et, en 1977, il est devenu automatisé et les gardiens de phare ont quitté la station de signalisation.
Jusqu'en 1953, le phare fut jaune grisâtre, la couleur des briques d'origine. C'est à cette date qu'il a pris son marquage de jour actuel caractéristique en noir et blanc. Il a subi une rénovation en 2004-05.

## Description
Le phare  est une tour cylindrique en brique de 40 m de haut, avec une galerie et une lanterne avec un toit pointu noir. La tour est peinte en blanc avec une bande noire centrale. Il émet, à une hauteur focale de 62 m, un long éclat blanc et rouge de 3 secondes par période de 10 secondes.
Sa portée est de 20 milles nautiques (environ 37 km) pour le feu blanc, et 16 milles nautiques (environ 3 km) pour le feu à secteurs rouge.

Identifiant : ARLHS : FED-124 - Amirauté : B1740 - NGA : 10700.

## Caractéristiques dufeu maritime
Fréquence : 10 secondes (W)
- Lumière : 3 secondes
- Obscurité : 7 secondes

|             |
| Île de Sylt |

|          |
| Le phare |

|          |
| Le phare |

### Lien connexe
- Liste des phares en Allemagne